# فرودگاه نفتکامسک
فرودگاه نفتکامسک (به روسی: Аэропорт Нефтекамск) فرودگاهی عمومی واقع در نفتکامسک در کشور روسیه است.